# Beppino Lorenzet
Beppino Lorenzet (Mel, 1955) è uno scultore italiano.

## La vita
Ha iniziato la sua carriera di scultore nel 1980, fondamentali sono stati per la sua formazione gli incontri con grandi artisti primo fra tutti Augusto Murer.
Dopo gli studi, nei primissimi anni di carriera, ha frequentato vari corsi di scultura, entrando così in contatto con realtà culturali ed artistiche internazionali e arricchendo così la sua forma espressiva. Nella sua carriera ha partecipato a decine di concorsi nazionali ed internazionali se sue opere sono state esposte in Europa, Stati Uniti, Brasile, Giappone.

## La sua produzione
Lorenzet affronta con destrezza i soggetti più svariati, passando da sacri angeli con pieghe sfuggenti a diavoli ghignanti e tentatori, da longilinee ed aeree ballerine a volti trafitti dalla sofferenza e storpiati da difetti e bruttezza. Nell'ultimo periodo ha tralasciato il tutto tondo a favore del basso e altorilievo che realizza anche in grandi dimensioni. Nei caldi toni del noce e dell'olmo, del cirmolo naturalmente profumato, emergono personaggi inconfondibili che firmano le opere di Lorenzet e le rendono uniche. Uomini e donne con gli occhi. stretti in uno sforzo espressivo, bocche importanti, qualche seno che compare tra pizzi cesellati con maestria, corpi tesi ed aggressivi totalmente assorbiti, come teatranti, nella parte «loro destinata. Angoli strappati dal vento, crepe malamente rabberciate, basi di mattoni a sorreggere il peso di quelle storie. Muri scrostati, vecchi chiodi, funi annodate è consunte dal tempo e dall'uso sono ricordi d'infanzia contadina da cui è scappato con l'estro e la fantasia. 
Luci ed ombre completano le opere di Lorenzet facendole respirare di vita propria. Esse sono allo stesso tempo morbide e severe, sobrie e a tratti fin troppo particolareggiate. Di rilevante interesse è la produzione religiosa che soprattutto negli ultimi anni verte ad un'analisi approfondita della figura del Cristo.

## Alcuni recenti riconoscimenti
- 1996 San Candido (Bolzano) concorso internazionale di scultura su neve, 1º premio
- 1998 Sestriere (Torino) concorso internazionale Scalpello d'oro 1º premio
- 2002 Najoro Giappone concorso internazionale di scultura su neve, 1º premio
- 2003 Milano concorso nazionale di scultura su legno 1º premio
- 2004 Castello Tesino (Trento) III concorso internazionale di scultura 1º premio
- 2004 Asiago (Vicenza) XX concorso internazionale di scultura 1º premio
- 2004 Belluno Ex Tempore nazionale di scultura su legno premio della stampa opera Epifania del Volto